# BYD Han
BYD Han (китайська: 比亚迪汉) — розкішний седан середнього розміру, виготовлений китайським автовиробником BYD, доступний у повністю електричному варіанті та варіанті з плагін-гібридом (PHEV). Це останній представник пасажирських автомобілів серії BYD «Династія», який отримав свою назву від династії Хань, першої золотої доби імперського Китаю.

## Історія

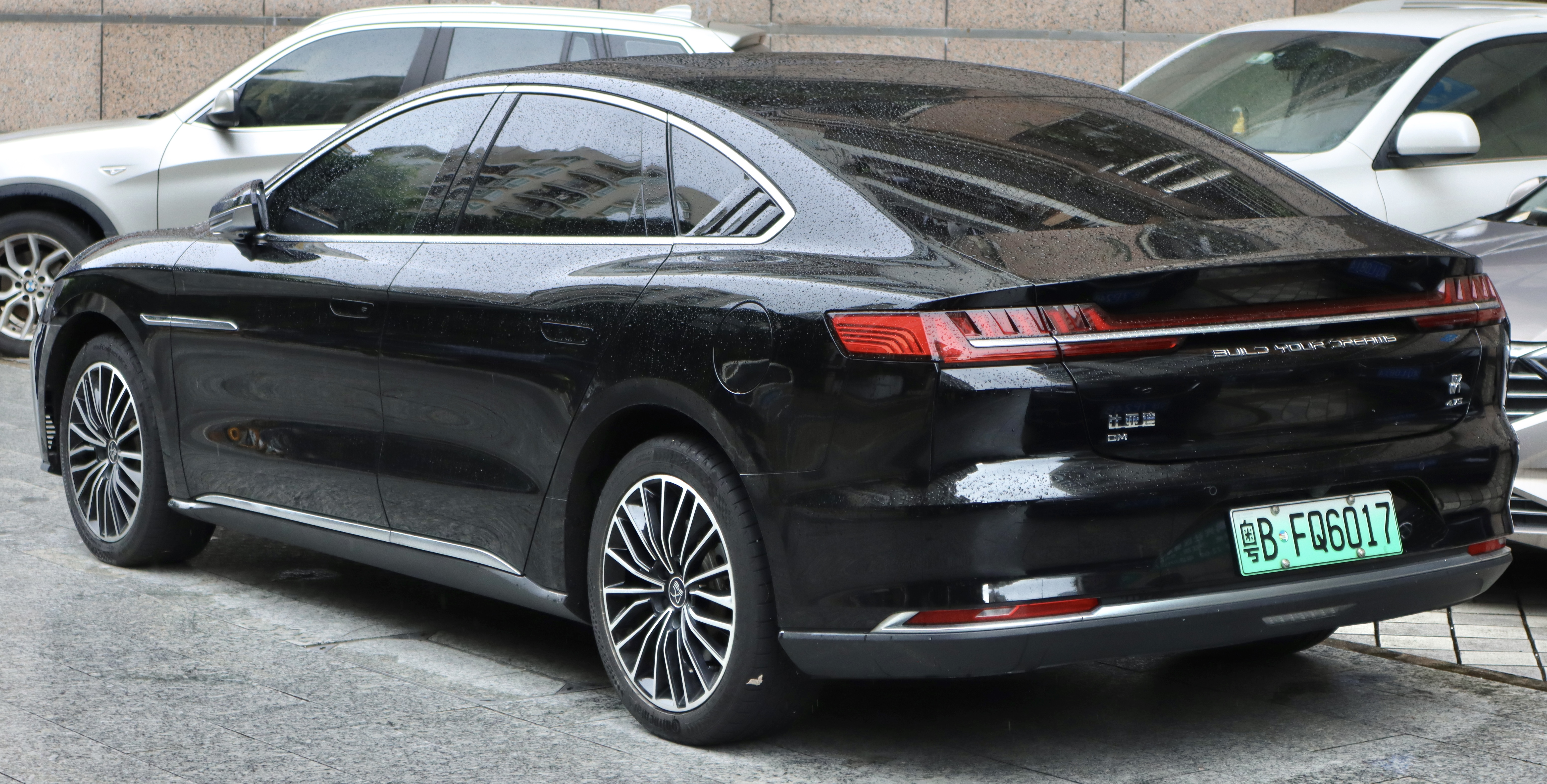
BYD Han DM (2020—2022)

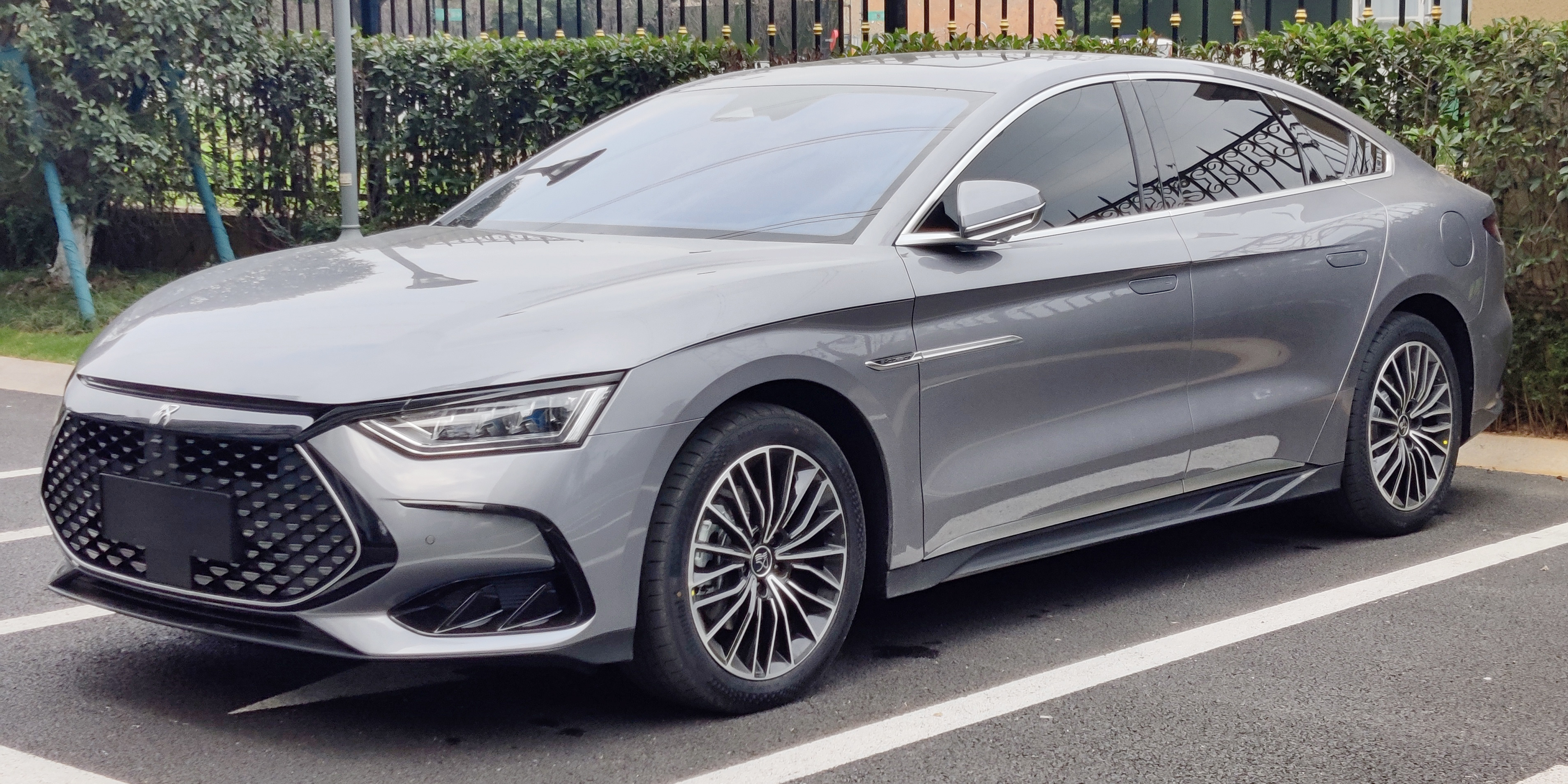
BYD Han DM-i (з 2022 року)

Перші фотографії серійної моделі були опубліковані у січні 2020 року, у продаж вона надійшла в липні.
Це перша в історії модель китайського автомобіля, що отримала премію IF Design Awards.
Дизайн моделі розробив Вольфганг Еггер. Компанія стверджує, що модель має видатну аеродинаміку Cx — всього 0,233. Модель побудована на платформі власної розробки DM3, використовує нову літієво-залізофосфатну батарею Blade Battery. Автомобіль може бути як передньопривідним, так і повнопривідним. Передня підвіска типу Макферсон, задня — багатоважільна незалежна. Передні гальма — дискові вентильовані, задні — дискові. Стоянкове гальмо — електричне.
Існує два варіанти моделі — «гібрид» і електромобіль, що зовні по оформленню передньої частини відрізняються досить суттєво.

### Han DM
Han DM — «гібрид», що підключається, оснащений 189-сильним дволітровим турбодвигуном і акумулятором потужністю 15,2 кВт·год (55 МДж), що забезпечує електричний запас ходу 81 км. Сумарна потужність силової установки складає 476 к. с., розгін до 100 км/год за 3,9 секунди.
10 квітня 2022 року Han DM-i приходить на заміну Han DM і фокусується на економії палива з чотирма доступними версіями, три з яких мають запас ходу на батареї 121 кілометр, а одна — 242 кілометри. Модель DM-i має загальний запас ходу до 1300 кілометрів. Han DM-p — потужний варіант Han DM-i з двома електродвигунами, час прискорення 0—100 /год становить 3,7 секунди.

### Han EV

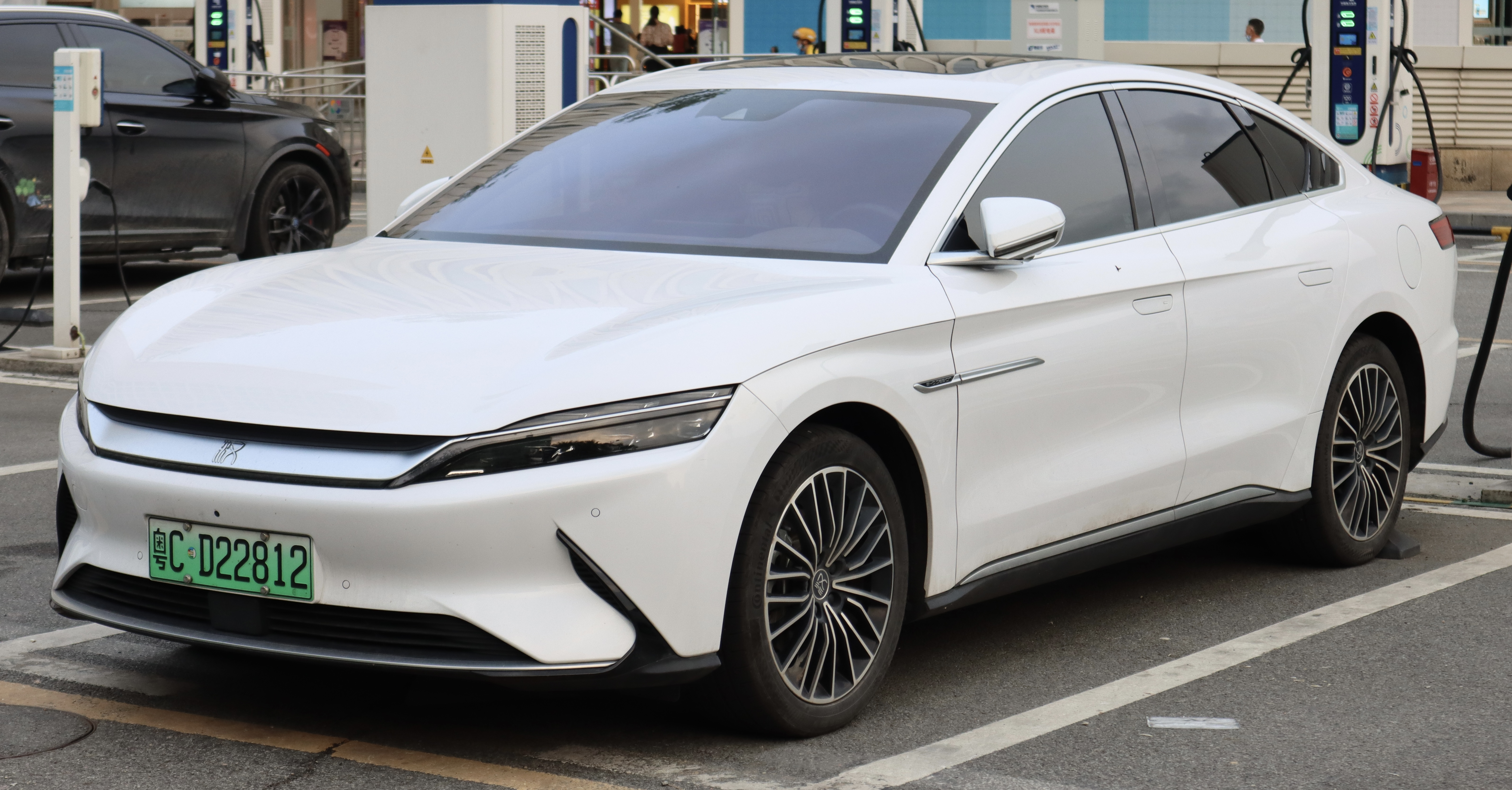
BYD Han EV

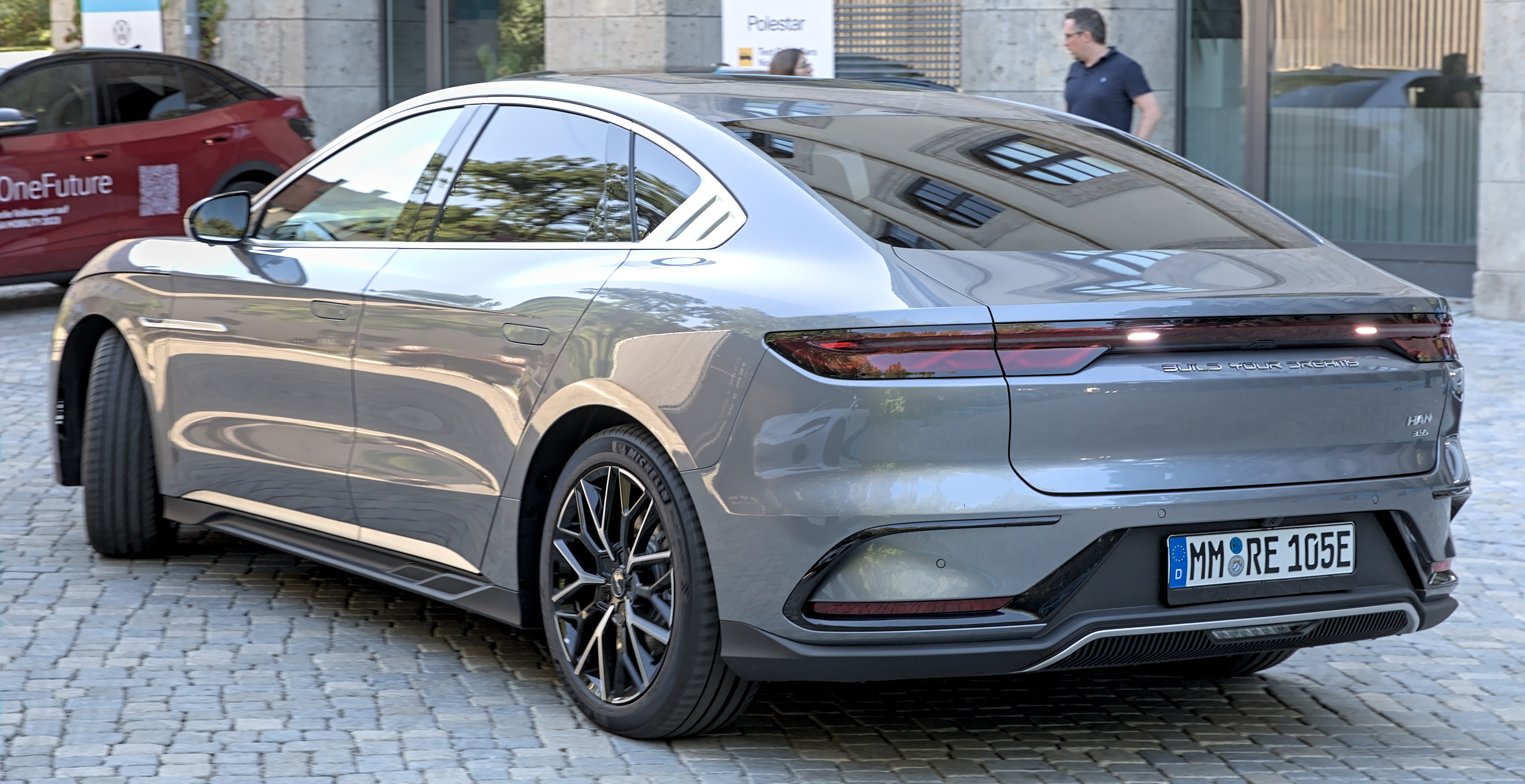
BYD Han EV

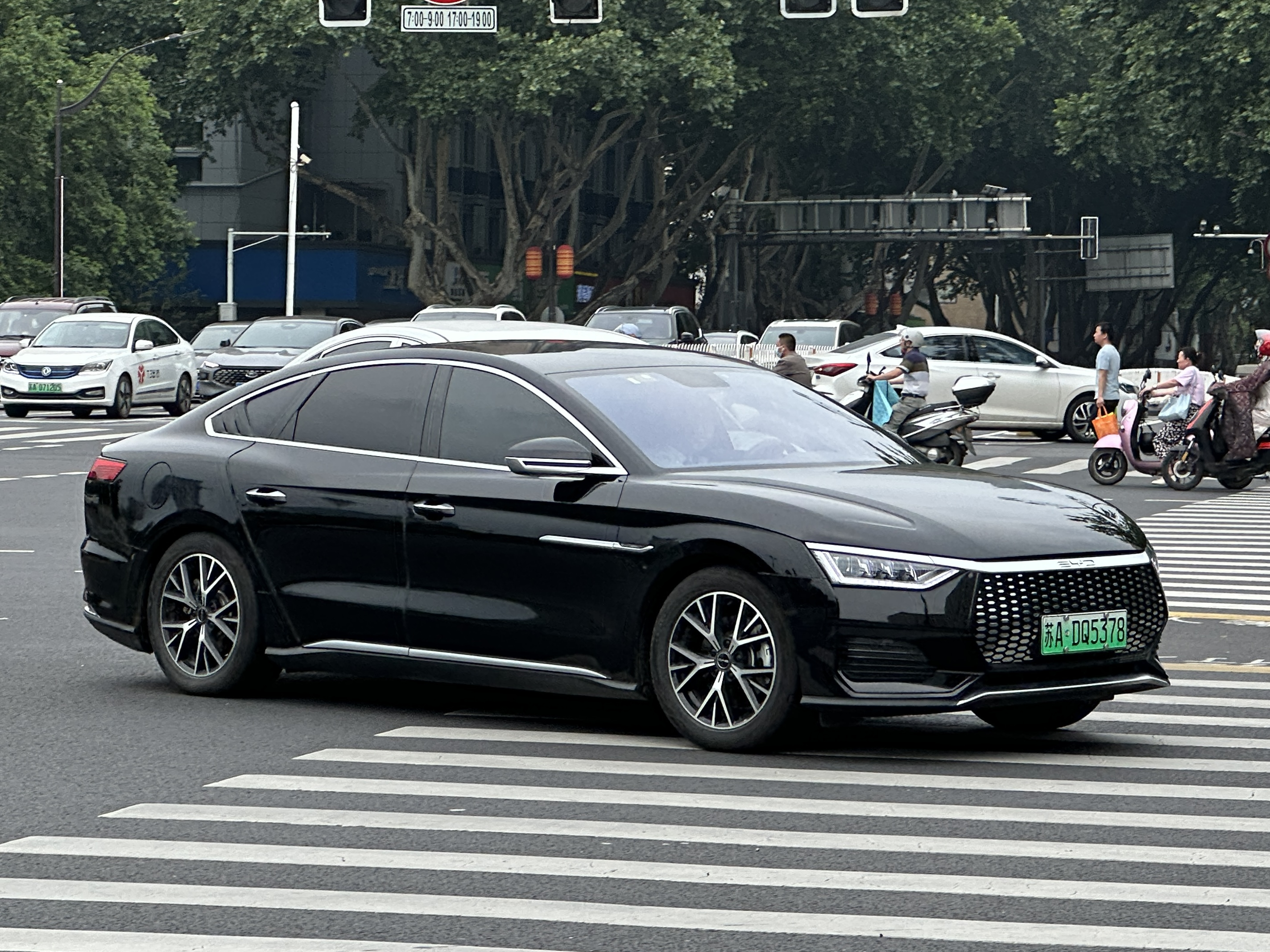
BYD e9

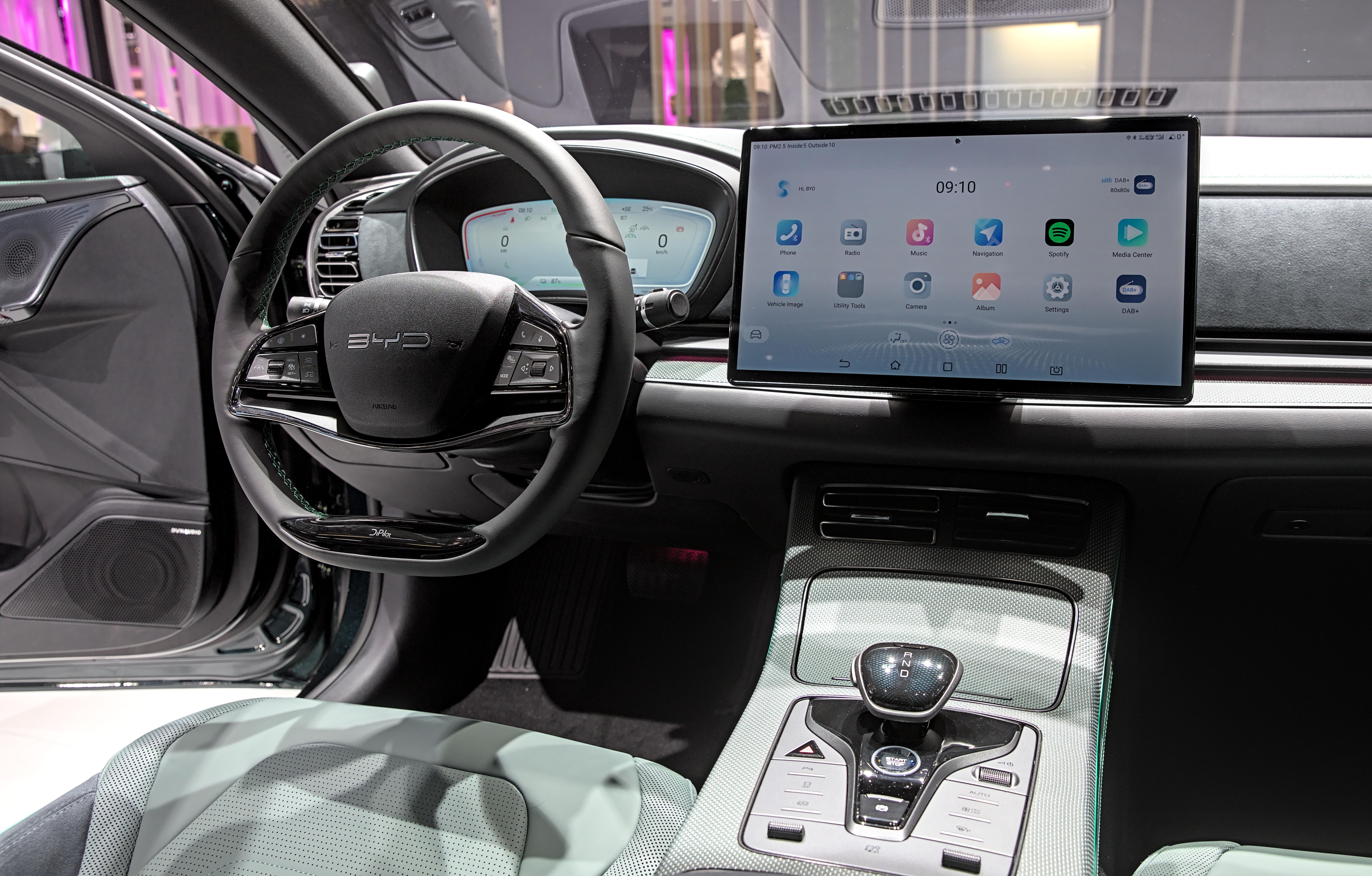

Han EV — повністю електричний варіант, оснащений акумулятором ємністю 76,9 кВт·год (277 МДж), що випускається в трьох версіях: Дві версії — базова «Люкс» та преміальна «Маджестик» — задньопривідні, з електродвигуном потужністю 163 кВт (219 к. с.), розгін до 100 км/год за 7,9 секунди, запас ходу 605 км. Третя версія — «Флагман» (Falgship) має повний привід, з додатковим переднім мотором потужністю 200 кВт (270 к. с.), загальна потужність досягає 363 кВт (487 к. с.), і розганяється до 100 км/год всього за 3,9 секунди. Запас ходу 550 км.
У продаж надійшла за ціною: «Люкс» — 229 800 юанів (32 800 дол. США), «Маджестик» — 255 800 юанів (36 500 дол. США), «Флагман» — 279 500 юанів (40 000 дол. США).
У березні 2021 року з'явилася спрощена електроверсія BYD e9, з меншим запасом ходу 506 км, що зовні відрізняється решіткою радіатора.
На початку 2022 року з'явилася інформація про можливу появу моделі в кузовах кабріолет та універсал.

Навесні 2022 року модель пройшла фейсліфт — знайшла нові бампери та задні ліхтарі, був більш скомпонований та модернізований акумулятор, ємністю збільшилася з 76,9 кВт∙год до 85,4 кВт∙год, що збільшило запас ходу на одній зарядці з 605 до 715 км за китайським циклом CLTC. 

### Han L
BYD Han L був представлений 17 січня 2025 року, разом із спорідненим Tang L.
Він позиціонується і коштує дорожче за існуючий BYD Han, в той час як попередній Han продовжує пропонуватися як дешевша модель. Очікується, що автомобіль також вийде на закордонні ринки після його випуску на внутрішньому ринку.
Han L на 10 мм довший, на 50 мм ширший і на 10 мм вищий за стандартний Han. Він пропонує 1 531 мм  простору для плечей переднього ряду і 1 484 мм для задніх пасажирів.

Компанія BYD описує Han L як «носія» китайської культури, що відображає акцент серії Dynasty на інтеграцію традиційної китайської естетики в дизайн автомобілів. Розроблена під керівництвом глобального директора з дизайну BYD Вольфганга Еггера, модель включає в себе мову дизайну «Loong Face», яка замінила попередню «Dragon Face». Деякі елементи дизайну обрані за їх культурну значущість, наприклад, задні ліхтарі, натхненні «крилами Фенікса», а також такі деталі, як хромований елемент «вуса дракона» на передній частині і D-подібні стійки, що нагадують мазок пензля.

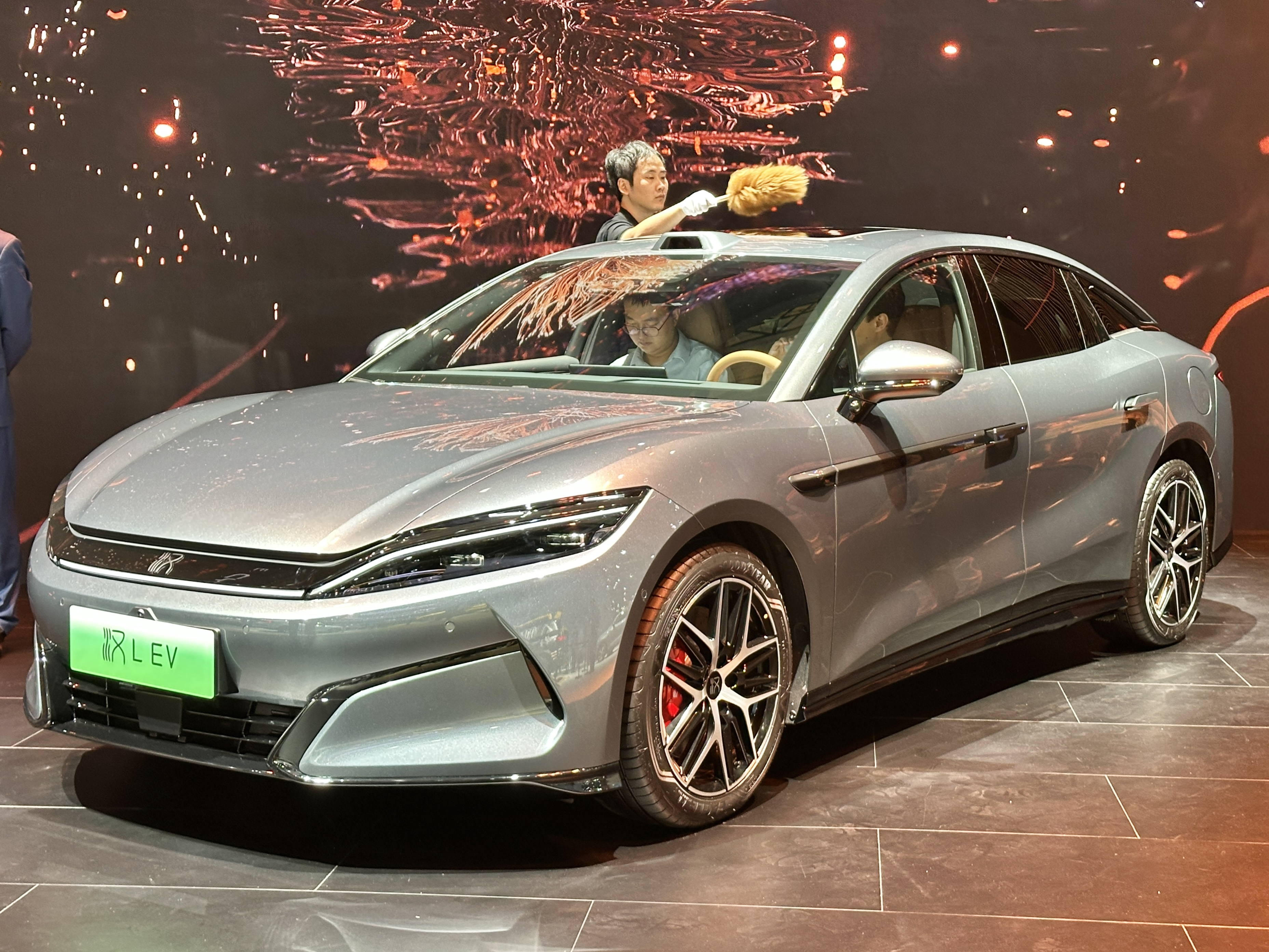
BYD Han L

Інтер'єр Han L також включає в себе впливи традиційного китайського одягу та інших культурних елементів. Деякі матеріали всередині мають текстуру злиття бамбука та дерева. Модель оснащена холодильником, системою ароматизації, бездротовою зарядкою та динаміками Dynaudio.

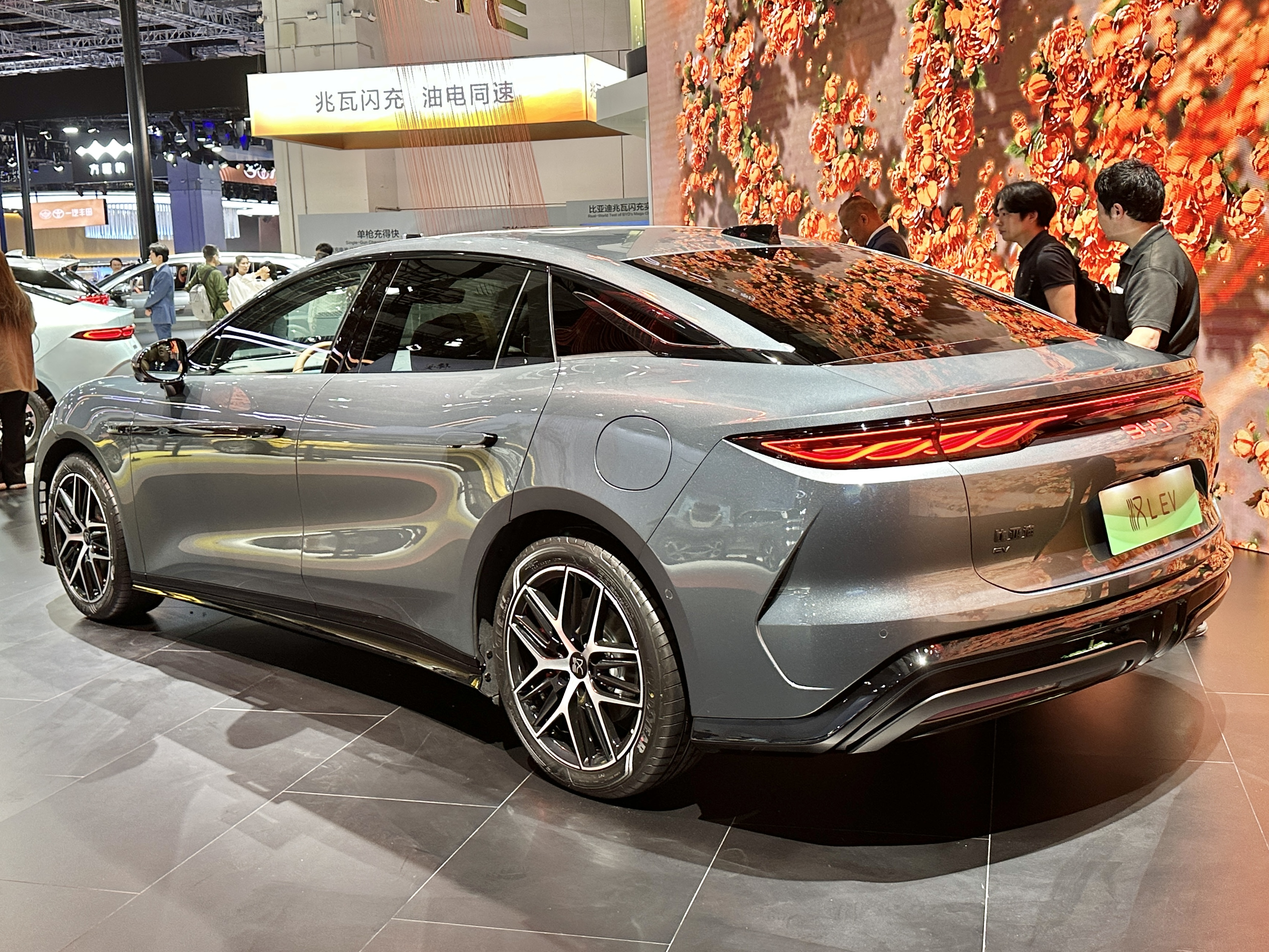
BYD Han L

Han L пропонує два варіанти силових установок: електричну та гібридну, що підключається до електромережі. Електричний варіант базується на новітній платформі BYD Super e з лопатевою батареєю. Він доступний в одномоторній і двомоторній конфігураціях з максимальною потужністю 500 кВт (671 к.с.) і 810 кВт (1 086 к.с.) відповідно. Варіант з двома двигунами включає задній двигун потужністю 580 кВт (778 к.с.) з піковою частотою обертання 30 000 об/хв. Задній двигун є другим за потужністю електродвигуном у світі після Koenigsegg Gemera.
Гібридний Han L доступний у варіантах DM-i та DM-p. Версія DM-i поєднує 1,5-літровий бензиновий двигун потужністю 115 кВт (154 к.с.) з електродвигуном потужністю 200 кВт (268 к.с.), в той час як варіант DM-p додає додатковий двигун потужністю 200 кВт (268 к.с). Час розгону від 0 до 100 км/год становить від 2,7 секунди для моделі EV до 3,9 секунди для версії DM-p.

## Двигуни
- 1.5 L BYD476ZQA Ti I4 turbo + електродвигун 336/357 к. с. (DM-i, з 2022 року)
- 1.5 L BYD476ZQA Ti I4 turbo + 2 електродвигуни 629 к. с. (DM-p AWD, з 2022 року)
- 2.0 L BYD487ZQB I4 turbo + електродвигун сумарно 437 к. с. 650 Нм (DM AWD, 2020—2022)
- електродвигун 222 к. с. 330 Н·м батарея 64,8 кВт∙год пробіг 506 км по циклу NEFZ (BYD e9, з 2021 року)
- електродвигун 222 к. с. 330 Н·м батарея 76,9 кВт∙год пробіг 605 км по циклу NEFZ (EV, 2020—2022)
- електродвигун 245 к. с. 350 Н·м батарея 85,4 кВт∙год пробіг 715 км по циклу NEFZ (EV, з 2022 року)
- 2 електродвигуни 222 + 272 к. с. 330 + 350 Н·м батарея 76,9 кВт∙год пробіг 550 км по циклу NEFZ (EV AWD, 2020—2022)
- 2 електродвигуни 245 + 272 к. с. 350 + 350 Н·м батарея 85,4 кВт∙год пробіг 610 км по циклу NEFZ (EV AWD, з 2022 року)

## Продажі
| рік  | Китай   | Китай   | Китай   |
| рік  | Han DM  | Han EV  | всього  |
| ---- | ------- | ------- | ------- |
| 2020 | 11,783  | 28,773  | 40,556  |
| 2021 | 30,476  | 87,189  | 117,665 |
| 2022 | 128,524 | 143,938 | 272,462 |
| 2023 | 121,859 | 105,887 | 227,746 |